# Clermont-le-Fort
Pour les articles homonymes, voir Clermont et Le Fort.
Clermont-le-Fort est une commune française située dans le nord du département de la Haute-Garonne, en région Occitanie. Elle fait partie de la communauté d'agglomération du Sicoval. Sur le plan historique et culturel, la commune est dans le Lauragais, l'ancien « pays de Cocagne », lié à la fois à la culture du pastel et à l’abondance des productions, et de « grenier à blé du Languedoc ».
Exposée à un climat océanique altéré, elle est drainée par l'Ariège, la Lèze et par divers autres petits cours d'eau. La commune possède un patrimoine naturel remarquable : un site Natura 2000 (« Garonne, Ariège, Hers, Salat, Pique et Neste »), deux espaces protégés (« la Garonne, l'Ariège, l'Hers Vif et le Salat » et la réserve naturelle régionale Confluence Garonne-Ariège) et quatre zones naturelles d'intérêt écologique, faunistique et floristique.
Clermont-le-Fort est une commune rurale qui compte 526 habitants en 2022, après avoir connu une forte hausse de la population depuis 1975. Elle fait partie de l'aire d'attraction de Toulouse. Ses habitants sont appelés les Clermontois ou Clermontoises.
Le patrimoine architectural de la commune comprend deux immeubles protégés au titre des monuments historiques : la porte de Clermont-le-Fort, inscrite en 1926, et un socle de croix, inscrit en 1928.

## Géographie

### Localisation
La commune de Clermont-le-Fort se trouve dans le département de la Haute-Garonne, en région Occitanie.
Elle se situe à 16 km à vol d'oiseau de Toulouse, préfecture du département, et à 8 km de Castanet-Tolosan, bureau centralisateur du canton de Castanet-Tolosan dont dépend la commune depuis 2015 pour les élections départementales.
La commune fait en outre partie du bassin de vie de Toulouse.
Les communes les plus proches sont : 
Goyrans (2,6 km), Labarthe-sur-Lèze (2,7 km), Vernet (2,8 km), Venerque (2,9 km), Aureville (3,1 km), Villate (4,5 km), Espanès (4,6 km), Pins-Justaret (4,6 km).
Sur le plan historique et culturel, Clermont-le-Fort fait partie du pays toulousain, une ceinture de plaines fertiles entrecoupées de bosquets d'arbres, aux molles collines semées de fermes en briques roses, inéluctablement grignotée par l'urbanisme des banlieues.

### Communes limitrophes
Les communes limitrophes sont  Aureville, Espanès, Goyrans, Labarthe-sur-Lèze, Venerque et Vernet.
|                   | Goyrans          | Aureville |
| Labarthe-sur-Lèze | Clermont-le-Fort | Espanès   |
| Vernet            | Venerque         |           |

### Géologie
La superficie de la commune est de 1 004 hectares ; son altitude varie de 152  à   282 mètres.

### Hydrographie

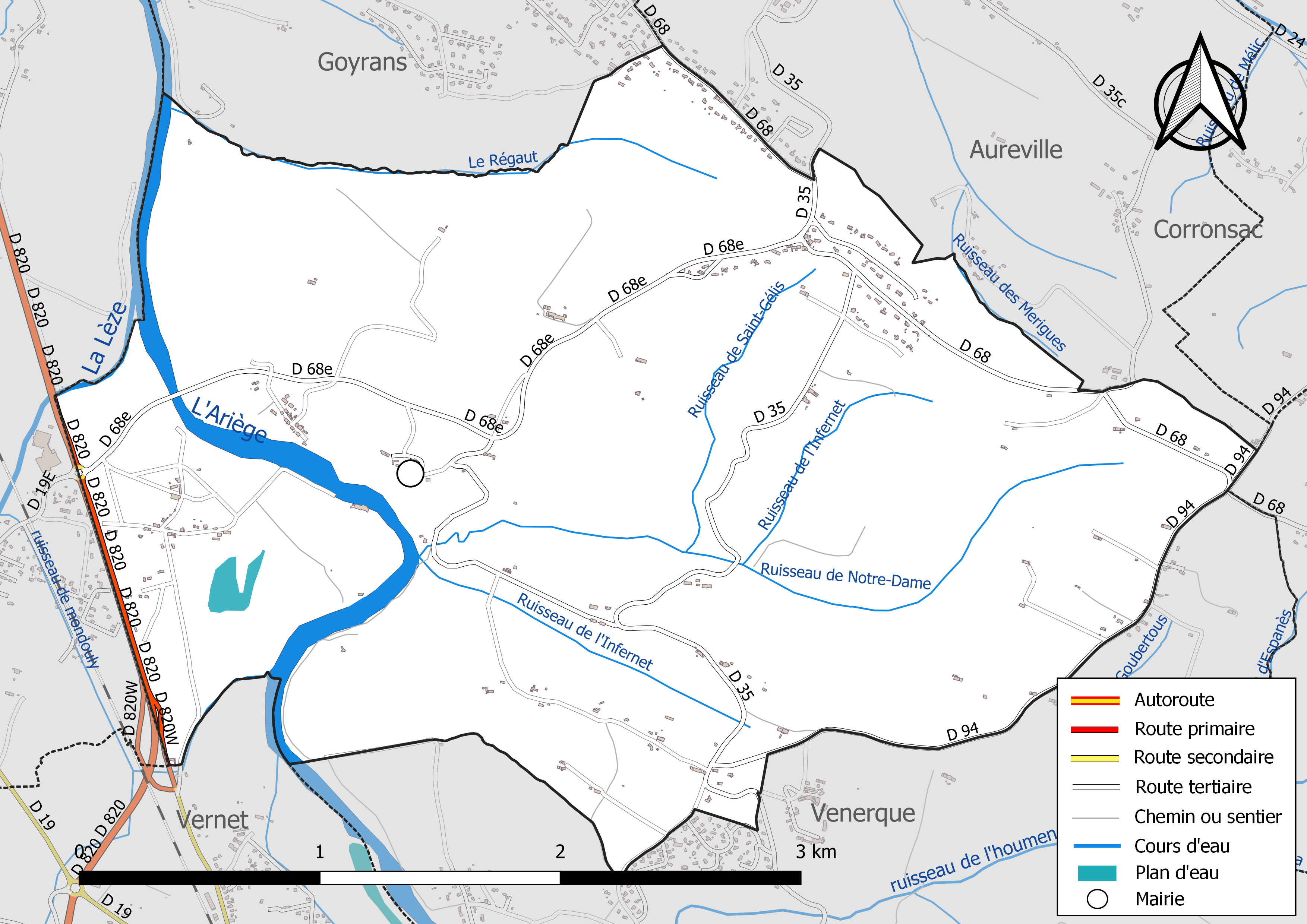
Réseaux hydrographique et routier de Clermont-le-Fort.

La commune est dans le bassin de la Garonne, au sein du bassin hydrographique Adour-Garonne. Elle est drainée par l'Ariège, la Lèze, le Régaut, le ruisseau de l'Infernet, le ruisseau de Notre-Dame, le ruisseau de Saint-Gélis, le ruisseau des Merigues et par deux petits cours d'eau, constituant un réseau hydrographique de 12 km de longueur totale,.

### Climat
Pour des articles plus généraux, voir Climat de l'Occitanie et Climat de la Haute-Garonne.
En 2010, le climat de la commune est de type climat du Bassin du Sud-Ouest, selon une étude s'appuyant sur une série de données couvrant la période 1971-2000. En 2020, Météo-France publie une typologie des climats de la France métropolitaine dans laquelle la commune est exposée à un climat océanique altéré et est dans la région climatique Aquitaine, Gascogne, caractérisée par une pluviométrie abondante au printemps, modérée en automne, un faible ensoleillement au printemps, un été chaud (19,5 °C), des vents faibles, des brouillards fréquents en automne et en hiver et des orages fréquents en été (15 à 20 jours).
Pour la période 1971-2000, la température annuelle moyenne est de 13,1 °C, avec une amplitude thermique annuelle de 15,8 °C. Le cumul annuel moyen de précipitations est de 770 mm, avec 9,7 jours de précipitations en janvier et 5,8 jours en juillet. Pour la période 1991-2020, la température moyenne annuelle observée sur la station météorologique la plus proche, située sur la commune de Cugnaux à 11 km à vol d'oiseau, est de 14,3 °C et le cumul annuel moyen de précipitations est de 635,7 mm,. Pour l'avenir, les paramètres climatiques de la commune estimés pour 2050 selon différents scénarios d'émission de gaz à effet de serre sont consultables sur un site dédié publié par Météo-France en novembre 2022.

### Milieux naturels et biodiversité

#### Espaces protégés
La protection réglementaire est le mode d’intervention le plus fort pour préserver des espaces naturels remarquables et leur biodiversité associée,.
Deux espaces protégés sont présents sur la commune : 
- « la Garonne, l'Ariège, l'Hers Vif et le Salat », objet d'un arrêté de protection de biotope, d'une superficie de 1 658,7 ha[17] ;
- la réserve naturelle régionale Confluence Garonne-Ariège, classée en 2015, d'une superficie de 587 ha, qui constitue un lieu patrimonial d’exception en termes écologique et biologique, d’intérêt régional, voire national dans un contexte périurbain prononcé. Parmi les espèces floristiques remarquables, on trouve entre autres, l’utriculaire élevée et le jonc fleuri (espèces affiliées aux zones humides), le silène de France et le grand muflier (inféodées aux milieux prairiaux secs et pauvres), le peigne de Vénus et la nigelle de France (pour les espaces agricoles limitrophes)[18],[19].

#### Réseau Natura 2000

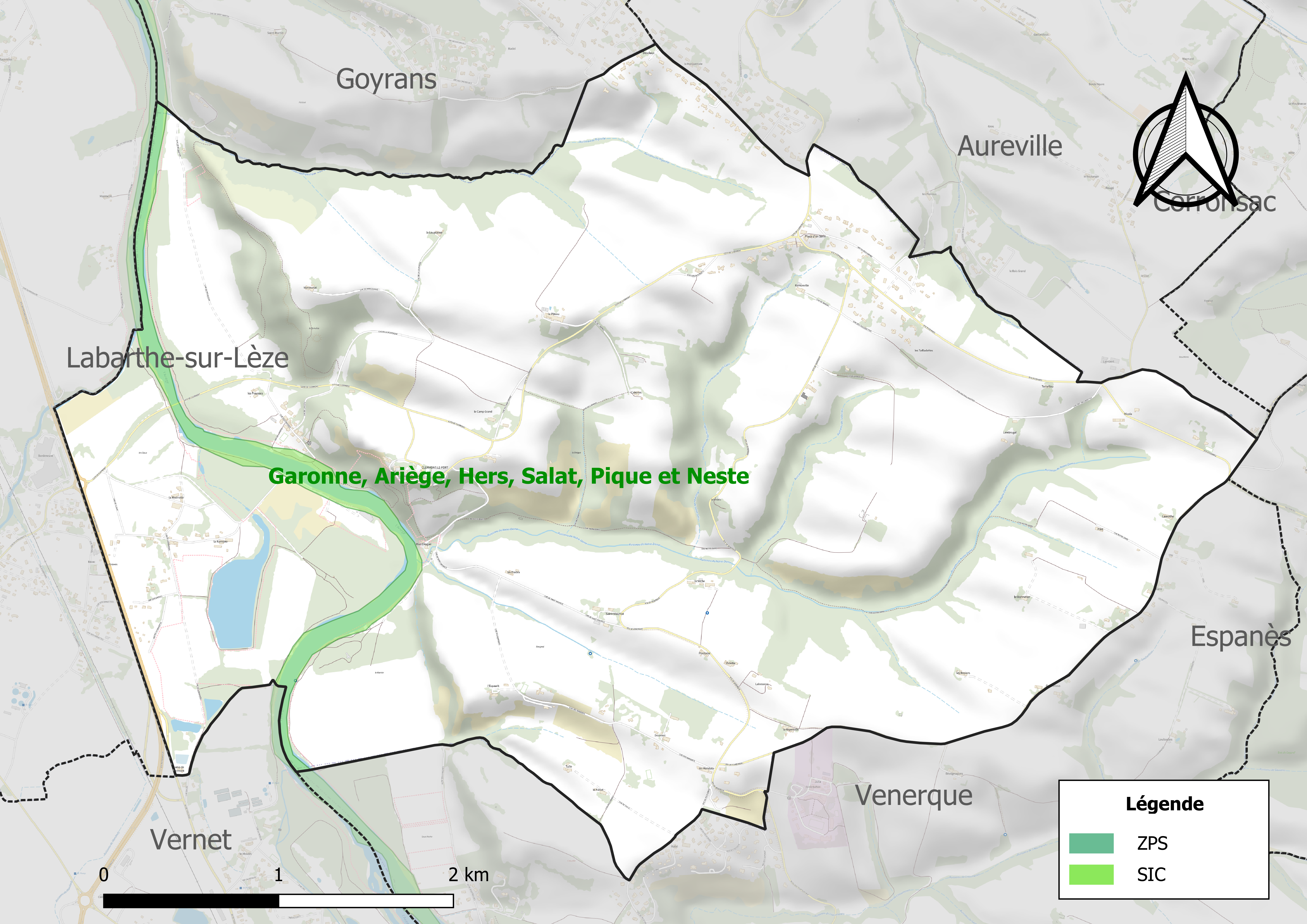
Site Natura 2000 sur le territoire communal.

Le réseau Natura 2000 est un réseau écologique européen de sites naturels d'intérêt écologique élaboré à partir des directives habitats et oiseaux, constitué de zones spéciales de conservation (ZSC) et de zones de protection spéciale (ZPS).
Un site Natura 2000 a été défini sur la commune au titre de la directive habitats : « Garonne, Ariège, Hers, Salat, Pique et Neste », d'une superficie de 9 581 ha, un réseau hydrographique pour les poissons migrateurs (zones de frayères actives et potentielles importantes pour le Saumon en particulier qui fait l'objet d'alevinages réguliers et dont des adultes atteignent déjà Foix sur l'Ariège.

#### Zones naturelles d'intérêt écologique, faunistique et floristique

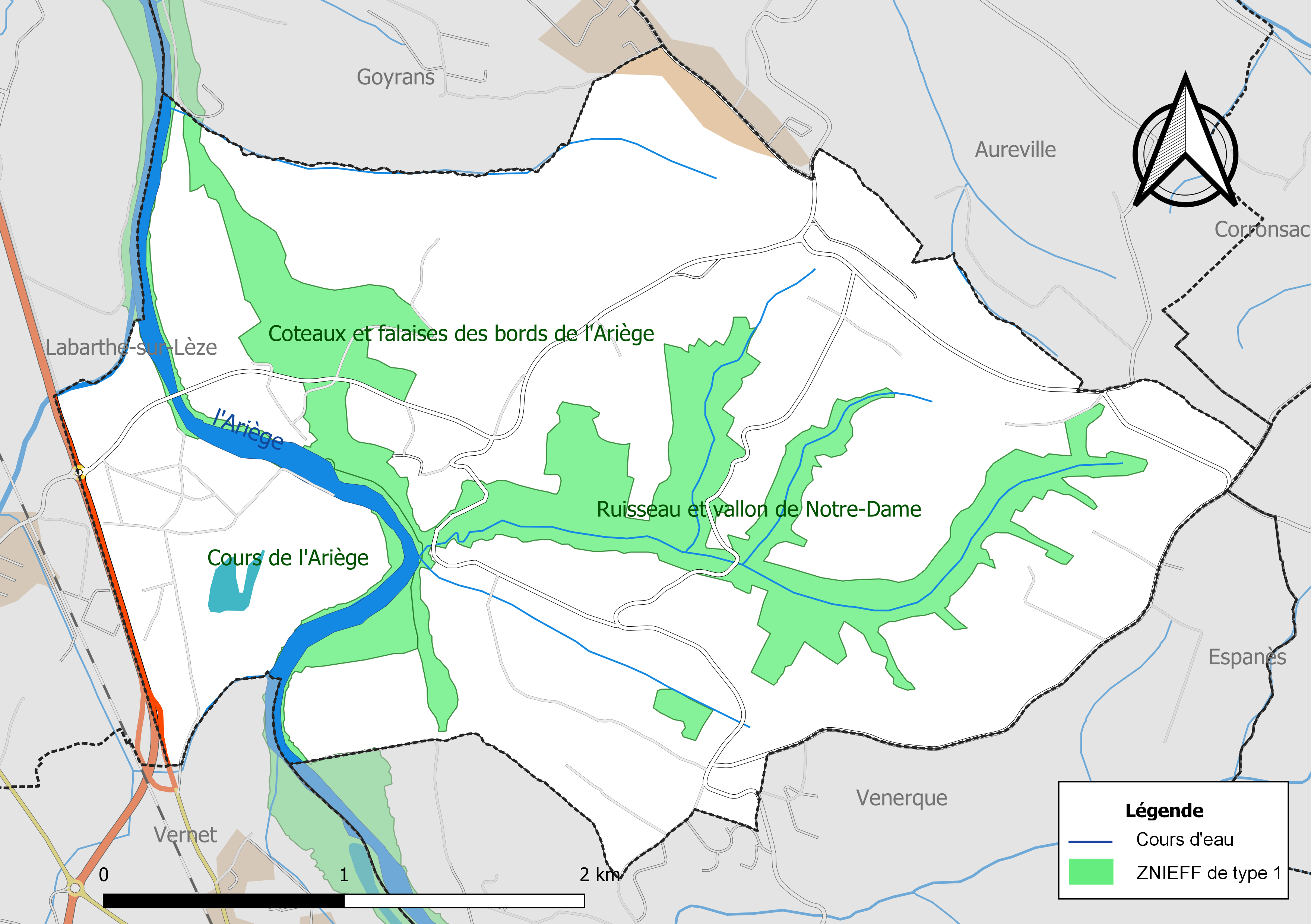
Carte des ZNIEFF de type 1 localisées sur la commune.

L’inventaire des zones naturelles d'intérêt écologique, faunistique et floristique (ZNIEFF) a pour objectif de réaliser une couverture des zones les plus intéressantes sur le plan écologique, essentiellement dans la perspective d’améliorer la connaissance du patrimoine naturel national et de fournir aux différents décideurs un outil d’aide à la prise en compte de l’environnement dans l’aménagement du territoire.
Trois ZNIEFF de type 1 sont recensées sur la commune :
- les « coteaux et falaises des bords de l'Ariège » (126 ha), couvrant 3 communes du département[24] ;
- le « cours de l'Ariège » (1 341 ha), couvrant 56 communes dont 43 dans l'Ariège et 13 dans la Haute-Garonne[25],
- le « ruisseau et vallon de Notre-Dame » (113 ha)[26] ;

et une ZNIEFF de type 2, : 
« l'Ariège et ripisylves » (1 975 ha), couvrant 56 communes dont 43 dans l'Ariège et 13 dans la Haute-Garonne.

## Urbanisme

### Typologie
Au 1er janvier 2024, Clermont-le-Fort est catégorisée commune rurale à habitat dispersé, selon la nouvelle grille communale de densité à sept niveaux définie par l'Insee en 2022.
Elle est située hors unité urbaine. Par ailleurs la commune fait partie de l'aire d'attraction de Toulouse, dont elle est une commune de la couronne,. Cette aire, qui regroupe 527 communes, est catégorisée dans les aires de 700 000 habitants ou plus (hors Paris),.

### Occupation des sols
L'occupation des sols de la commune, telle qu'elle ressort de la base de données européenne d’occupation biophysique des sols Corine Land Cover (CLC), est marquée par l'importance des territoires agricoles (83,8 % en 2018), en diminution par rapport à 1990 (86,2 %). La répartition détaillée en 2018 est la suivante : 
terres arables (60 %), zones agricoles hétérogènes (23,7 %), forêts (10,6 %), milieux à végétation arbustive et/ou herbacée (3,1 %), zones urbanisées (2,5 %). L'évolution de l’occupation des sols de la commune et de ses infrastructures peut être observée sur les différentes représentations cartographiques du territoire : la carte de Cassini (XVIIIe siècle), la carte d'état-major (1820-1866) et les cartes ou photos aériennes de l'IGN pour la période actuelle (1950 à aujourd'hui).

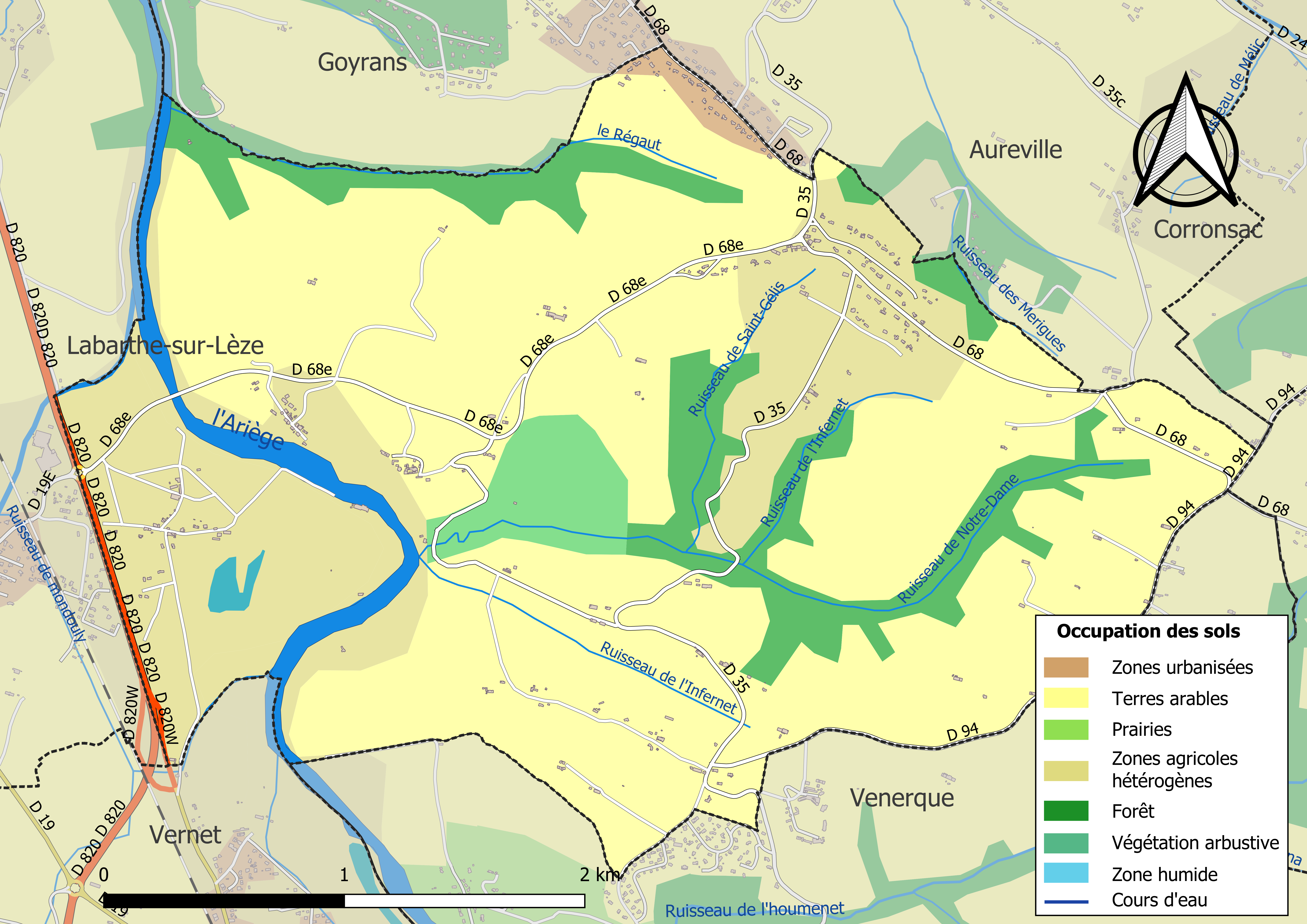
Carte des infrastructures et de l'occupation des sols de la commune en 2018 (CLC).

### Voies de communication et transports
La ligne TAD 119 du réseau Tisséo permet de rejoindre la station Ramonville du métro de Toulouse depuis la commune, et la ligne 318 du réseau Arc-en-Ciel la relie à la gare routière de Toulouse depuis Mazères.

### Risques majeurs
Le territoire de la commune de Clermont-le-Fort est vulnérable à différents aléas naturels : météorologiques (tempête, orage, neige, grand froid, canicule ou sécheresse), inondations, mouvements de terrains et séisme (sismicité très faible). Il est également exposé à un risque technologique, la rupture d'un barrage. Un site publié par le BRGM permet d'évaluer simplement et rapidement les risques d'un bien localisé soit par son adresse soit par le numéro de sa parcelle.

#### Risques naturels
Certaines parties du territoire communal sont susceptibles d’être affectées par le risque d’inondation par débordement de cours d'eau, notamment la Lèze. La commune a été reconnue en état de catastrophe naturelle au titre des dommages causés par les inondations et coulées de boue survenues en 1982, 1993, 1999, 2000, 2009 et 2022,.

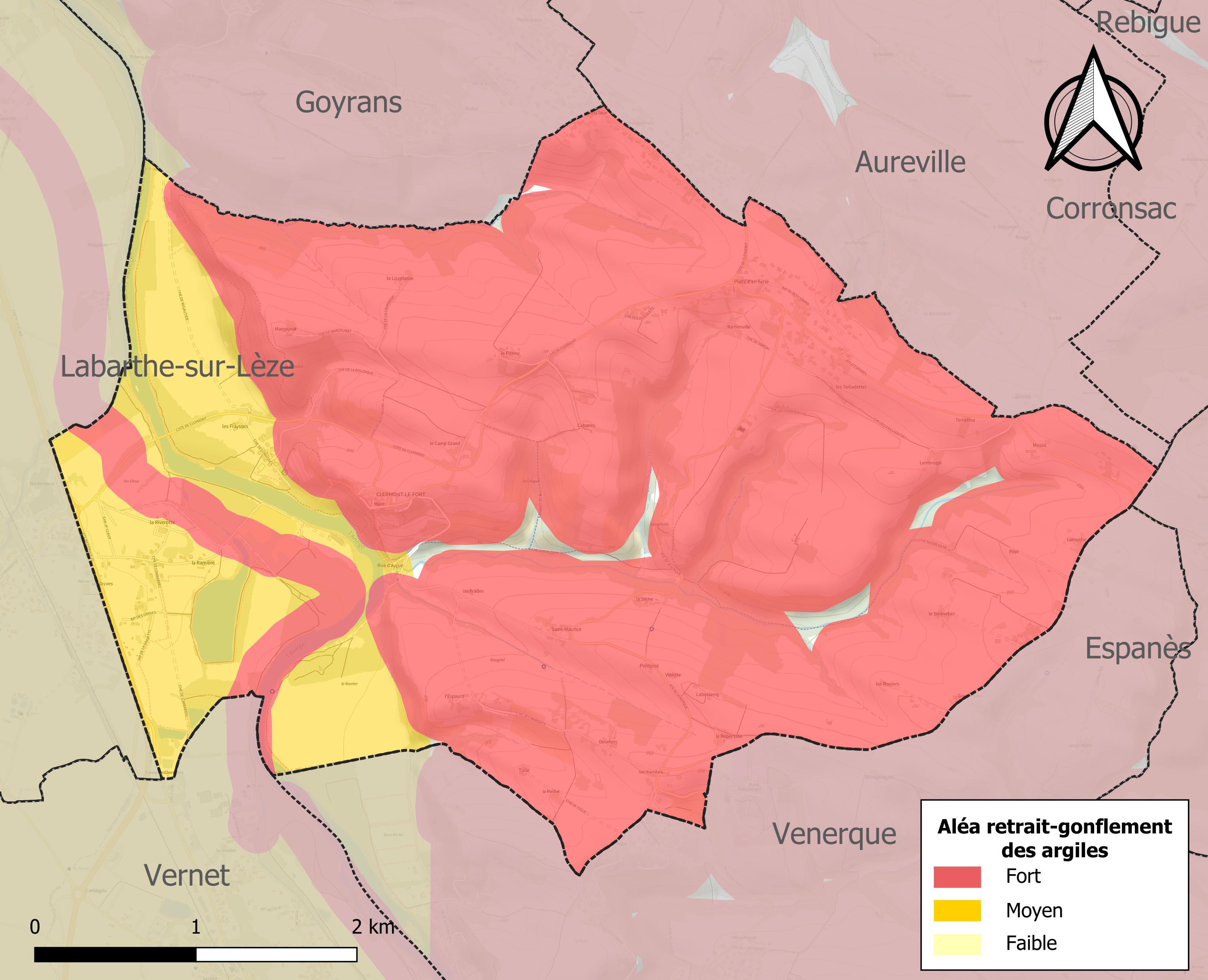
Carte des zones d'aléa retrait-gonflement des sols argileux de Clermont-le-Fort.

La commune est vulnérable au risque de mouvements de terrains constitué principalement du retrait-gonflement des sols argileux. Cet aléa est susceptible d'engendrer des dommages importants aux bâtiments en cas d’alternance de périodes de sécheresse et de pluie. 98,5 % de la superficie communale est en aléa moyen ou fort (88,8 % au niveau départemental et 48,5 % au niveau national). Sur les 201 bâtiments dénombrés sur la commune en 2019, 201 sont en aléa moyen ou fort, soit 100 %, à comparer aux 98 % au niveau départemental et 54 % au niveau national. Une cartographie de l'exposition du territoire national au retrait gonflement des sols argileux est disponible sur le site du BRGM,.
Par ailleurs, afin de mieux appréhender le risque d’affaissement de terrain, l'inventaire national des cavités souterraines permet de localiser celles situées sur la commune.
Concernant les mouvements de terrains, la commune a été reconnue en état de catastrophe naturelle au titre des dommages causés par la sécheresse en 1998, 2003, 2011, 2016 et 2020 et par des mouvements de terrain en 1999.

#### Risques technologiques
La commune est en outre située en aval des barrages de Montbel (Ariège), de Gnioure, de Naguilhes (Ariège), de Laparan (Ariège) et de Soulcem (Ariège). À ce titre elle est susceptible d’être touchée par l’onde de submersion consécutive à la rupture d'un de ces ouvrages.

## Histoire
- Le site est habité dès le Néolithique, comme l'ont montré les fouilles de Jean-Baptiste Noulet.
- L'histoire connue de Clermont le Fort débute vers l'an mil, époque où les premiers seigneurs, les Clarmont, s'y installèrent, prenant le nom même de leur seigneurie. Mais les documents relatifs à cette époque sont hélas rares et fragmentaires.

C'est au XIVe siècle que les Isalguier s’implantèrent à Clermont par le mariage de Pierre Isalguier avec Jeanne de Montaut qui lui apporta en dot la part de seigneurie que sa famille possédait en ce lieu. Le premier acte d'administration civile signé de son nom à Clermont est daté du 20 novembre 1370, et c'est en 1469 que fut libellé l'acte d'inféodation du fort par Odet Isalguier, seigneur de Clermont et d'Aureville. Son fils, Jacques Isalguier (aussi écrit Ysalguier), baron de Clermont et de Clermont-Dessous, s'est marié avec Agnès de Foix-Rabat en 1465, puis à Miramonde de Montaut dont il a eu Antoinette Isalguier, mariée à Blaise de Monluc. En 1564, la seigneurie revint à Jacques de Rochechouart par son mariage avec Marie Isalguier, alors veuve sans enfant. Elle resta dans la famille jusqu'en 1786, année où Pierre de Buisson-Beauteville en devint propriétaire. Ce fut le dernier seigneur de Clermont.
Chaque dynastie seigneuriale possédait ses propres armoiries, et c'est ainsi que Clermont-le-Fort est devenu, au cours des siècles, un village très blasonné.

### Héraldique
| Clermont-le-Fort | Son blasonnement est : De sinople à la fasce d'or, accompagnée de deux losanges du même, une en chef et une en pointe. |

## Politique et administration

### Administration municipale
Le nombre d'habitants au recensement de 2017 étant compris entre 500 habitants et 1 499 habitants, le nombre de membres du conseil municipal pour l'élection de 2020 est de quinze,.

### Rattachements administratifs et électoraux
Commune faisant partie de la dixième circonscription de la Haute-Garonne, du Sicoval et du canton de Castanet-Tolosan.

## Population et société

### Démographie
| 1793 | 1800 | 1806 | 1821 | 1831 | 1836 | 1841 | 1846 | 1851 |
| ---- | ---- | ---- | ---- | ---- | ---- | ---- | ---- | ---- |
| 405  | 357  | 439  | 498  | 497  | 463  | 479  | 538  | 541  |

| 1856 | 1861 | 1866 | 1872 | 1876 | 1881 | 1886 | 1891 | 1896 |
| ---- | ---- | ---- | ---- | ---- | ---- | ---- | ---- | ---- |
| 557  | 535  | 531  | 480  | 490  | 471  | 404  | 399  | 366  |

| 1901 | 1906 | 1911 | 1921 | 1926 | 1931 | 1936 | 1946 | 1954 |
| ---- | ---- | ---- | ---- | ---- | ---- | ---- | ---- | ---- |
| 340  | 349  | 351  | 311  | 292  | 297  | 282  | 275  | 294  |

| 1962 | 1968 | 1975 | 1982 | 1990 | 1999 | 2005 | 2006 | 2010 |
| ---- | ---- | ---- | ---- | ---- | ---- | ---- | ---- | ---- |
| 243  | 242  | 250  | 308  | 359  | 464  | 502  | 496  | 532  |

| 2015 | 2020 | 2022 | - | - | - | - | - | - |
| ---- | ---- | ---- | - | - | - | - | - | - |
| 512  | 518  | 526  | - | - | - | - | - | - |

### Enseignement
Clermont le Fort fait partie de l'académie de Toulouse.
L'éducation est assurée par un regroupement pédagogique intercommunal pour les classes de la maternelle petite et moyenne sections sur la commune de Goyrans et grande section sur la commune d'Aureville et pour le primaire CP, CE1 à Aureville et CE2, CM1, CM2 à Clermont le Fort.

### Écologie et recyclage
La collecte et le traitement des déchets des ménages et des déchets assimilés ainsi que la protection et la mise en valeur de l'environnement se font dans le cadre du Sicoval.

## Économie

### Revenus
En 2018  (données Insee publiées en septembre 2021), la commune compte 193 ménages fiscaux, regroupant 474 personnes. La médiane du revenu disponible par unité de consommation est de 29 570 € (23 140 € dans le département).

### Emploi
|                | 2008  | 2013  | 2018  |
| -------------- | ----- | ----- | ----- |
| Commune        | 2,6 % | 11 %  | 4,6 % |
| Département    | 7,7 % | 9,6 % | 9,3 % |
| France entière | 8,3 % | 10 %  | 10 %  |

En 2018, la population âgée de 15 à 64 ans s'élève à 313 personnes, parmi lesquelles on compte 75,2 % d'actifs (70,6 % ayant un emploi et 4,6 % de chômeurs) et 24,8 % d'inactifs,. Depuis 2008, le taux de chômage communal (au sens du recensement) des 15-64 ans est inférieur à celui de la France et du département.
La commune fait partie de la couronne de l'aire d'attraction de Toulouse, du fait qu'au moins 15 % des actifs travaillent dans le pôle,. Elle compte 91 emplois en 2018, contre 79 en 2013 et 94 en 2008. Le nombre d'actifs ayant un emploi résidant dans la commune est de 226, soit un indicateur de concentration d'emploi de 40 % et un taux d'activité parmi les 15 ans ou plus de 58,8 %.
Sur ces 226 actifs de 15 ans ou plus ayant un emploi, 39 travaillent dans la commune, soit 17 % des habitants. Pour se rendre au travail, 88,1 % des habitants utilisent un véhicule personnel ou de fonction à quatre roues, 2,5 % les transports en commun, 4,7 % s'y rendent en deux-roues, à vélo ou à pied et 4,7 % n'ont pas besoin de transport (travail au domicile).

### Activités hors agriculture
59 établissements sont implantés  à Clermont-le-Fort au 31 décembre 2019. Le tableau ci-dessous en détaille le nombre par secteur d'activité et compare les ratios avec ceux du département,.
| Secteur d'activité                                                                                        | Commune | Commune | Département |
| Secteur d'activité                                                                                        | Nombre  | %       | %           |
| --- | ------- | ------- | ----------- |
| Ensemble                                                                                                  | 59      |         |             |
| Industrie manufacturière, industries extractives et autres                                                | 3       | 5,1 %   | (5,7 %)     |
| Construction                                                                                              | 12      | 20,3 %  | (12 %)      |
| Commerce de gros et de détail, transports, hébergement et restauration                                    | 13      | 22 %    | (25,9 %)    |
| Activités financières et d'assurance                                                                      | 2       | 3,4 %   | (3,8 %)     |
| Activités immobilières                                                                                    | 4       | 6,8 %   | (4,2 %)     |
| Activités spécialisées, scientifiques et techniques et activités de services administratifs et de soutien | 16      | 27,1 %  | (19,8 %)    |
| Administration publique, enseignement, santé humaine et action sociale                                    | 5       | 8,5 %   | (16,6 %)    |
| Autres activités de services                                                                              | 4       | 6,8 %   | (7,9 %)     |

Le secteur des activités spécialisées, scientifiques et techniques et des activités de services administratifs et de soutien est prépondérant sur la commune puisqu'il représente 27,1 % du nombre total d'établissements de la commune (16 sur les 59 entreprises implantées  à Clermont-le-Fort), contre 19,8 % au niveau départemental.

### Agriculture
|               | 1988 | 2000 | 2010 | 2020 |
| ------------- | ---- | ---- | ---- | ---- |
| Exploitations | 14   | 6    | 7    | 5    |
| SAU (ha)      | 493  | 336  | 352  | 373  |

La commune est dans le Lauragais, une petite région agricole occupant le nord-est du département de la Haute-Garonne, dont les coteaux portent des grandes cultures en sec avec une dominante blé dur et tournesol. En 2020, l'orientation technico-économique de l'agriculture  sur la commune est la culture de céréales et/ou d'oléoprotéagineuses. Cinq exploitations agricoles ayant leur siège dans la commune sont dénombrées lors du recensement agricole de 2020 (14 en 1988). La superficie agricole utilisée est de 373 ha,,.

## Culture locale et patrimoine

### Lieux et monuments
- Le vallon d'Infernet site du Châtelperronien qui a permis à Jean-Baptiste Noulet de prouver en 1853 l’existence de l'homme fossile.
- Site classé, ramier en bordure de l'Ariège, chemin botanique. Réserve naturelle régionale Confluence Garonne-Ariège.
- Porte fortifiée (XVe siècle).
- Motte castrale (XIe siècle).
- Oratoire Notre-Dame des Bois.
- Église Saint-Pierre : peintures de Bucaferrata du XIXe siècle, statues classées du XVIIe et du XIXe siècle, table d'autel romane sur chapiteau du XIe siècle.
- Vestiges gallo-romains.
- Croix des Rogations.
- Domaine Lauzi.

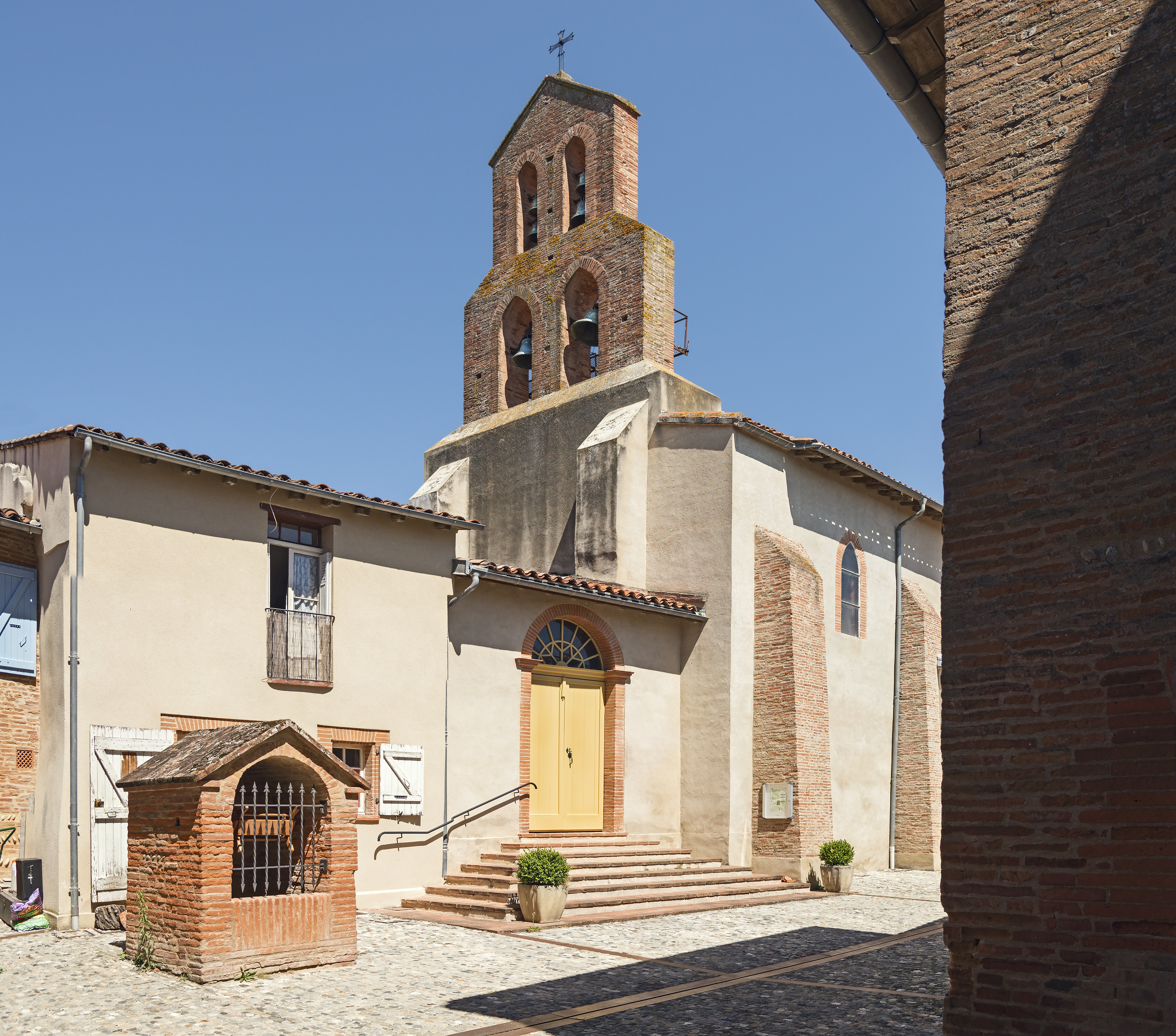
L'église Saint-Pierre
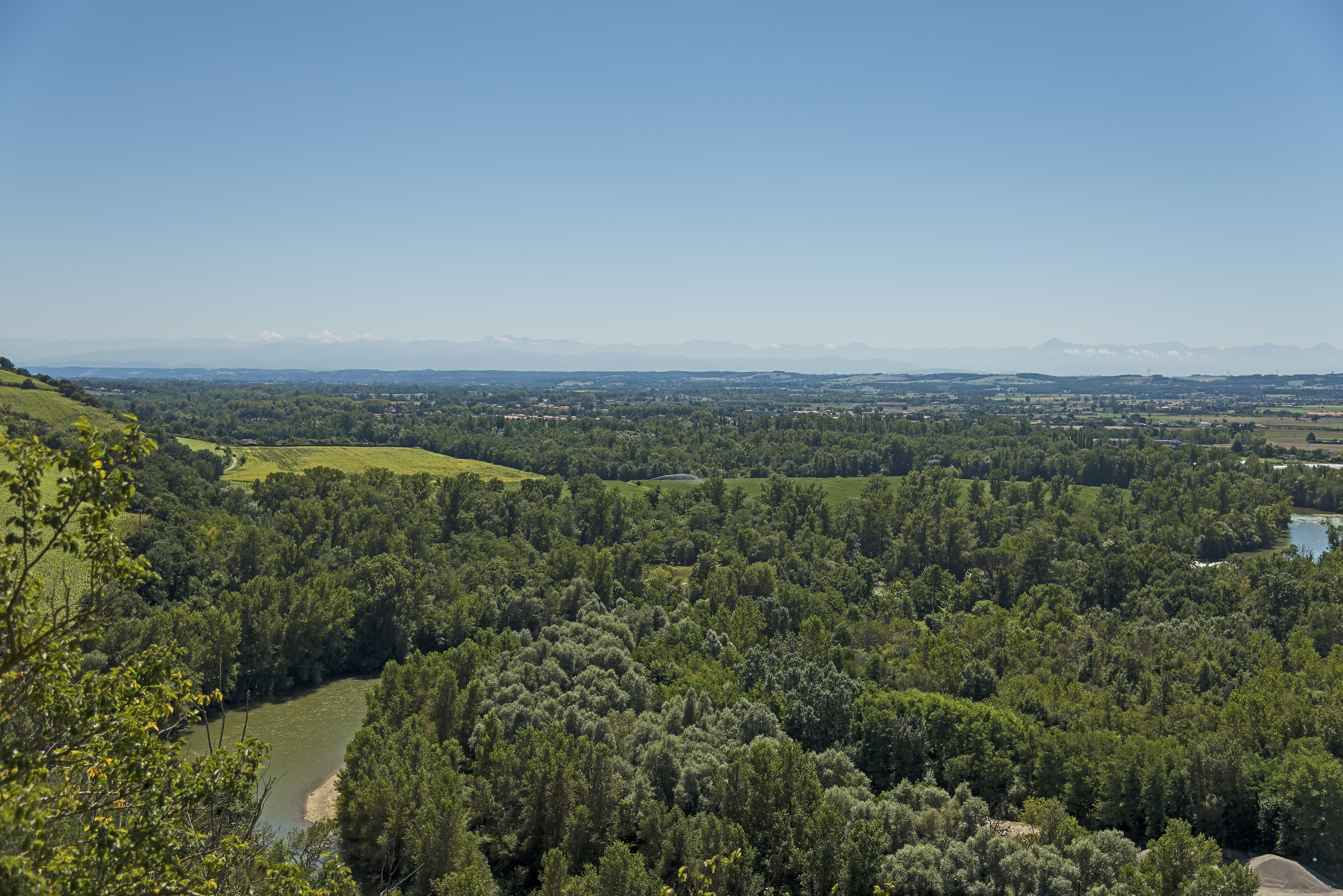
L'Ariège vue du village

#### Collection Noulet duChâtelperroniend'Infernet

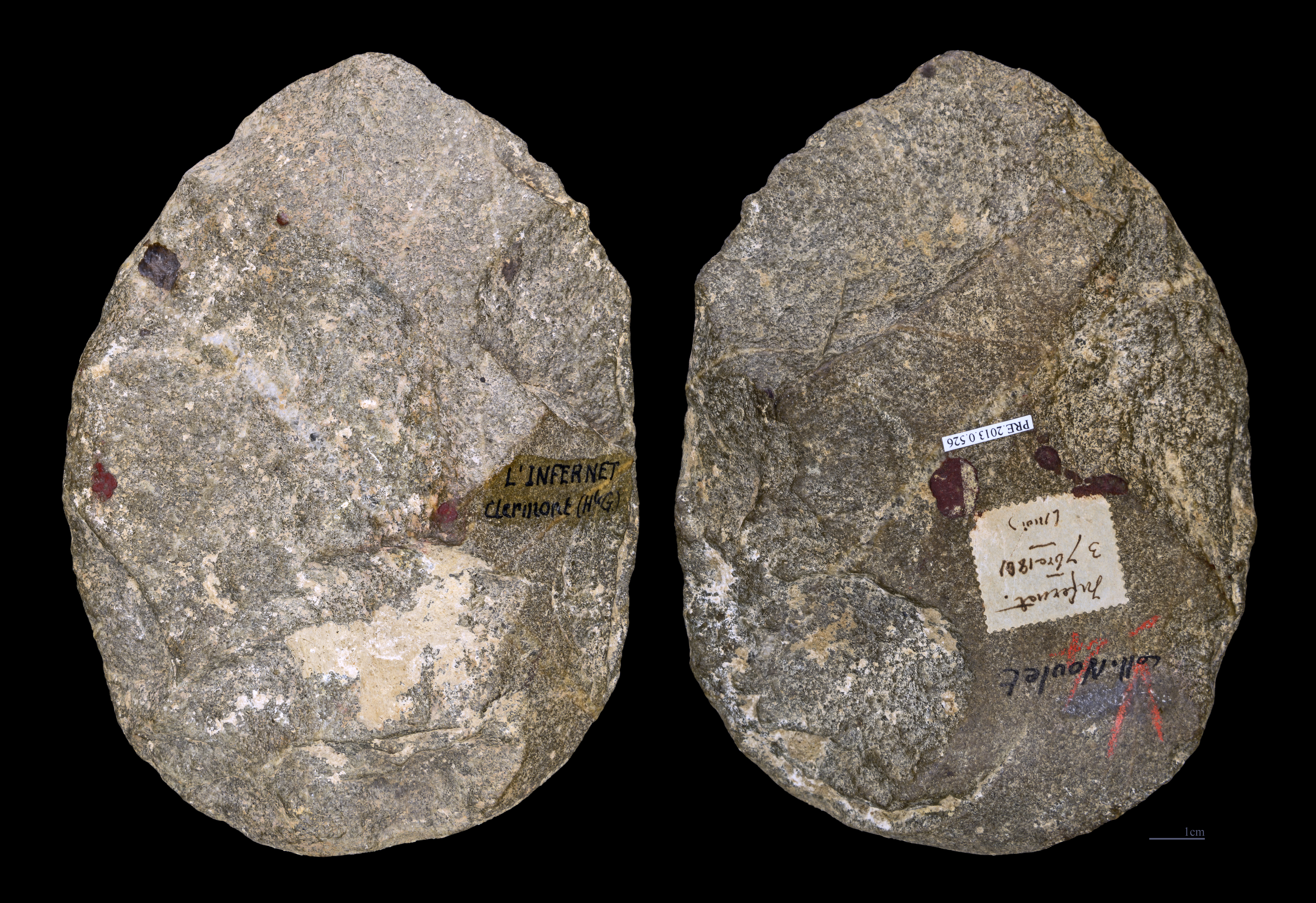
Biface MHNT
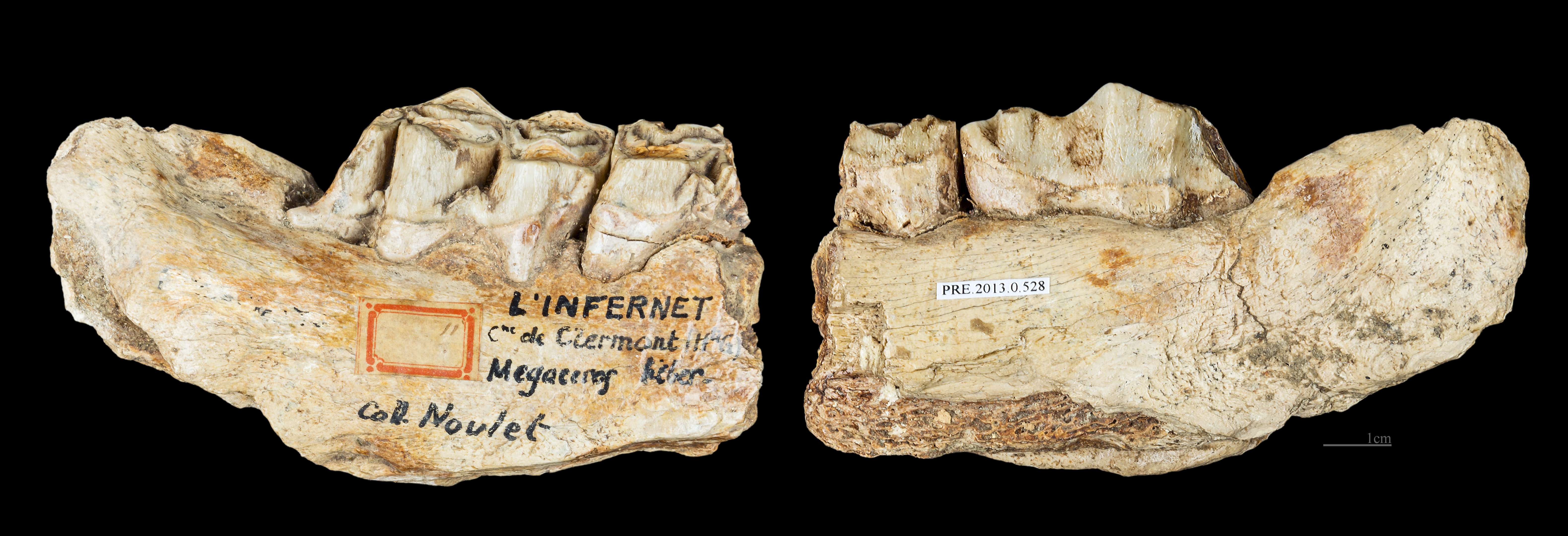
Megaloceros giganteus MHNT
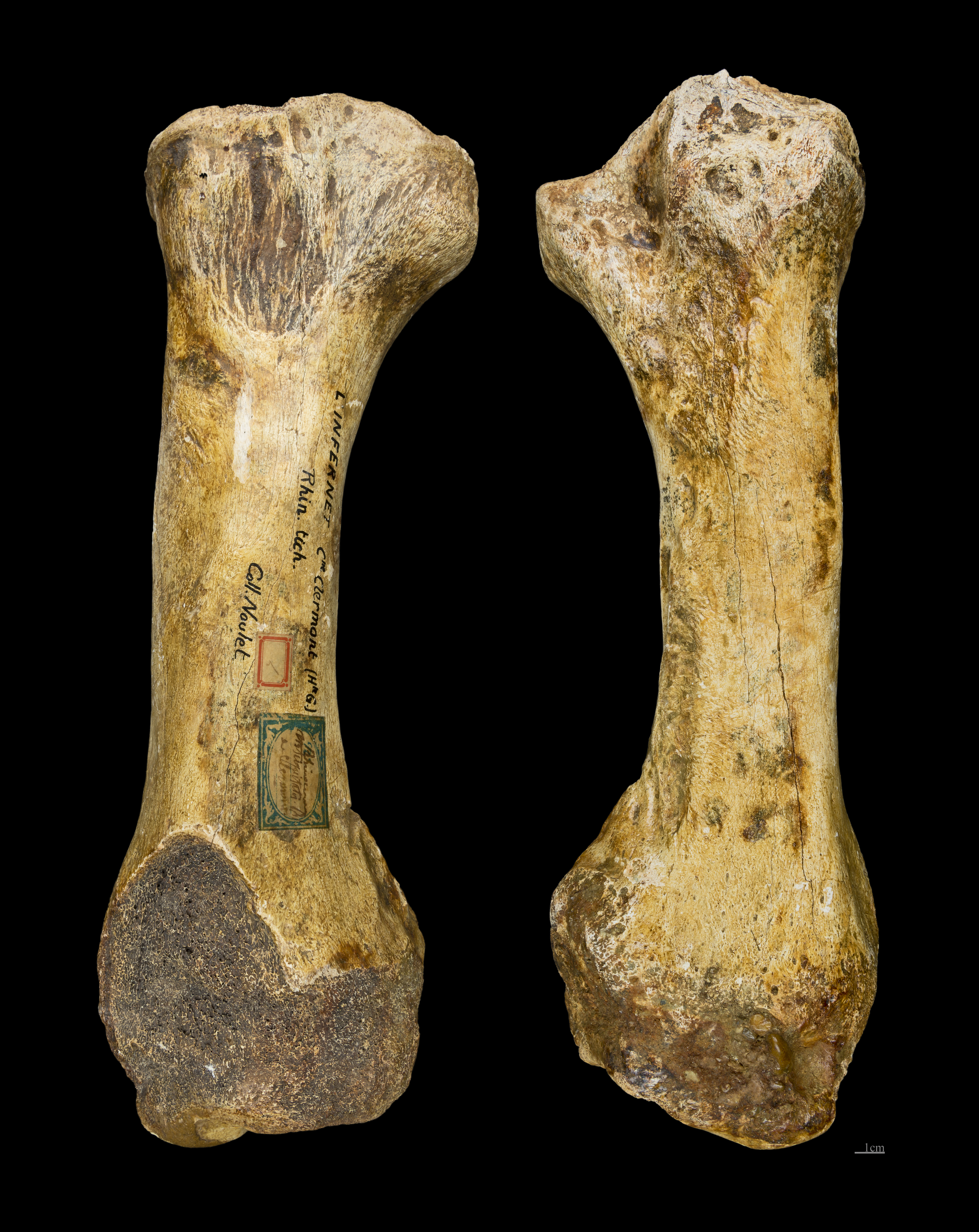
Rhinocéros laineux MHNT

### Personnalités liées à la commune

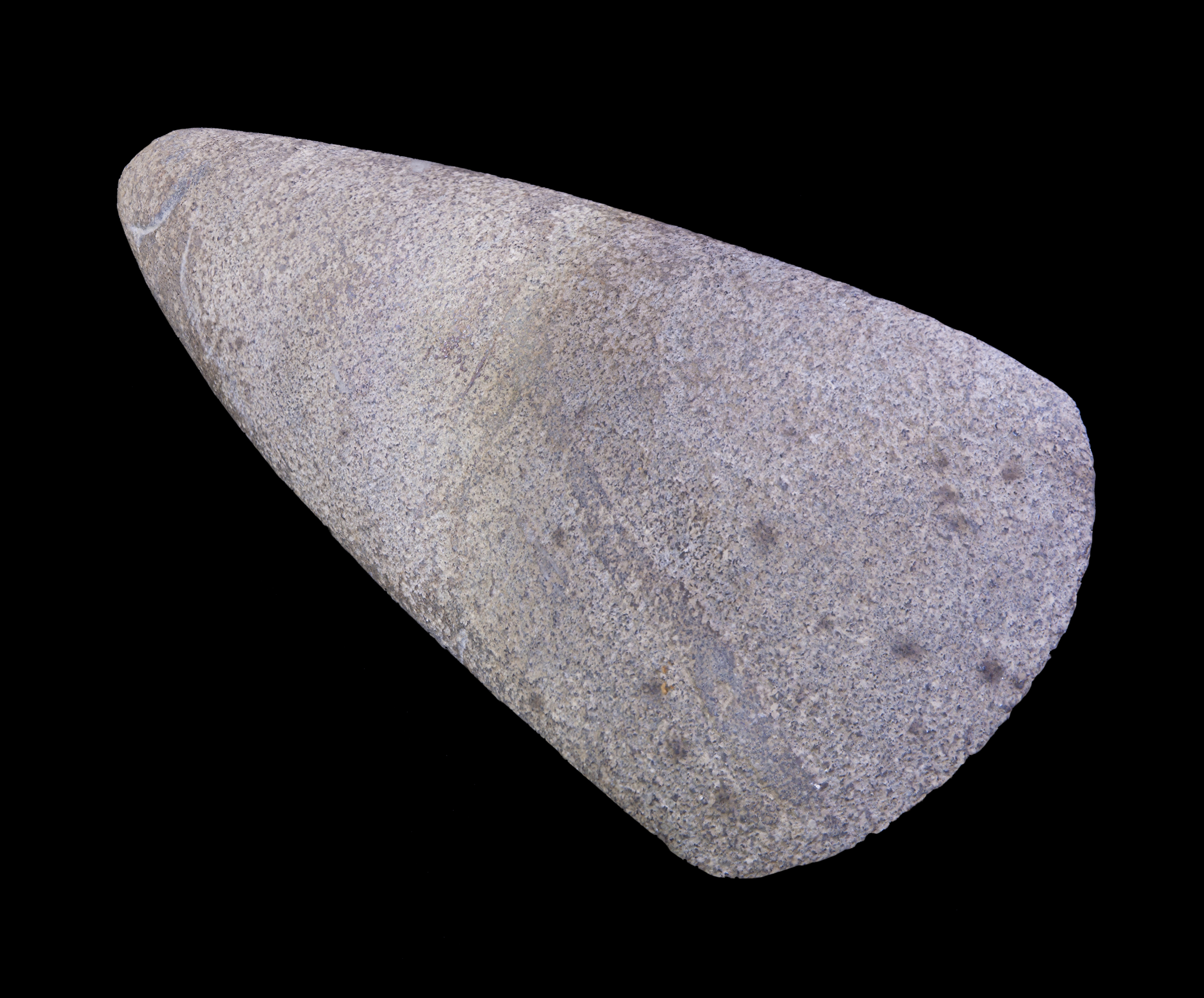
Hache du Néolithique - Collection Jean-Baptiste Noulet, Muséum de Toulouse.

- Jean-Baptiste Noulet, préhistorien auteur de fouilles importantes sur le territoire de la commune, directeur du Muséum de Toulouse.
- Marcel Sendrail, ancien maire et universitaire, figure tutélaire du village comme l'était son père Jean Sendrail.
- Jean Sendrail.
- André Gasc, industriel et administrateur de l'Automobile Club du Midi.
- André Francino, employé à la cartoucherie et Résistant pendant la Seconde Guerre mondiale.
- Pierre Vié (1926-2011), un Clermontois passionné d’archéologie et du patrimoine. Pendant de nombreuses années, il a aidé de nombreux archéologues à la restauration des objets ramenés des fouilles. Des fragments de poterie lui sont confiés pour qu'il reconstitue vases et amphores à destination du Musée Saint-Raymond.

## Pour approfondir